# 乙酸正戊酯
乙酸正戊酯，乙酸戊酯异构体之一。

## 性质
无色具香蕉香味的液体。难溶于水，与乙醇、乙醚、氯仿、苯、二硫化碳等溶剂混溶。毒性较低，但吸入高浓度的乙酸正戊酯蒸气对粘膜有刺激和麻醉作用。

## 制备
由乙酸与正戊醇在硫酸催化下进行酯化，再经中和、水洗和精馏而得。
{\displaystyle \ CH_{3}COOH+CH_{3}(CH_{2})_{4}OH\ {\xrightarrow {H_{2}SO_{4}}}\ }{\displaystyle \ CH_{3}COO(CH_{2})_{4}CH_{3}+H_{2}O}

## 用途
在油漆、涂料、粘合剂、香料、人造革、纺织、照相胶片和化妆品等工业，用作溶剂。在青霉素生产中用作萃取剂。